# Grand Prix de Chambéry
Le Grand Prix de Chambéry est une course cycliste sur route féminine disputée autour de Chambéry et organisée par Chambéry Cyclisme Organisation. Elle fait partie du calendrier de la Coupe de France depuis 2015.
L'édition 2020 est annulée en raison de la pandémie de coronavirus.

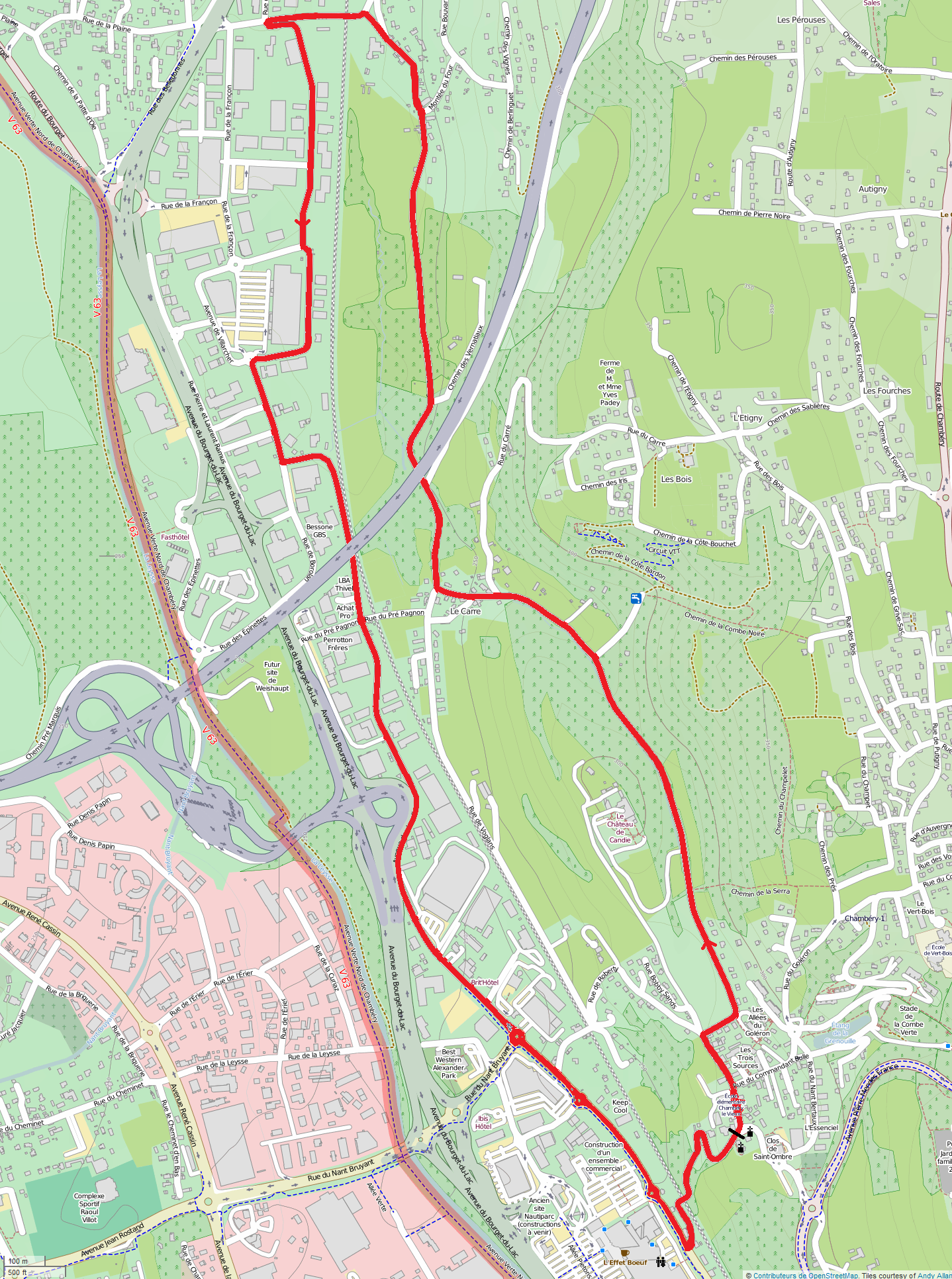
Circuit de 8 km dans le quartier de Chambéry-le-Vieux et en partie à Voglans.

## Palmarès
| Année | Vainqueur              | Deuxième               | Troisième         |                |
| ----- | ---------------------- | ---------------------- | ----------------- | -------------- |
| 2003  | Sophie Creux           | Jeannie Longo          | Virginie Moinard  |                |
| 2004  | Melissa Holt           | Jeannie Longo          | Marina Jaunâtre   |                |
| 2005  | Sophie Creux           | Fanny Riberot          | Alna Burato       |                |
| 2006  | Magali Mocquery        | Sophie Creux           | Sylvie Riedle     |                |
| 2007  | Magali Mocquery        | Fanny Riberot          | Maaris Meier      |                |
| 2008  | Sophie Creux           | Modesta Vzesniauskaite | Anna Zugno        |                |
| 2009  | Modesta Vzesniauskaite | Noemi Cantele          | Nicole Brändli    |                |
| 2010  | Sophie Creux           | Edwige Pitel           | Martina Ruzickova |                |
| 2011  | Élodie Hegoburu        | Sophie Creux           | Edwige Pitel      |                |
| 2012  | Alexia Muffat          | Élodie Hegoburu        | Béatrice Thomas   |                |
| 2013  | Nicole Hanselmann      | Steffi Jamoneau        | Élodie Hegoburu   |                |
| 2014  | Amélie Rivat           | Sophie Creux           | Marion Sicot      |                |
| 2015  | Manon Souyris          | Amélie Rivat           | Soraya Paladin    |                |
| 2016  | Marjolaine Bazin       | Juliette Labous        | Daniela Reis      |                |
| 2017  | Annabelle Dreville     | Séverine Eraud         | Ophélie Fenart    |                |
| 2018  | Manon Souyris          | Thi That Nguyen        | Evita Muzic       |                |
| 2019  | Katia Ragusa           | Teniel Campbell        | Marie Giélen      |                |
| 2020  | Course annulée         | Course annulée         | Course annulée    | Course annulée |
| 2021  | Gladys Verhulst        | Giorgia Bariani        | Debora Silvestri  |                |
| 2022  | Brodie Chapman         | Victorie Guilman       | Cristina Tonetti  |                |
| 2023  | Victorie Guilman       | Erica Magnaldi         | Évita Muzic       |                |
| 2024  | Lore De Schepper       | Évita Muzic            | Erica Magnaldi    |                |
| 2025  | Erica Magnaldi         | Mona Mitterwallner     | Léa Curinier      |                |